# Šántí (hudební skupina)

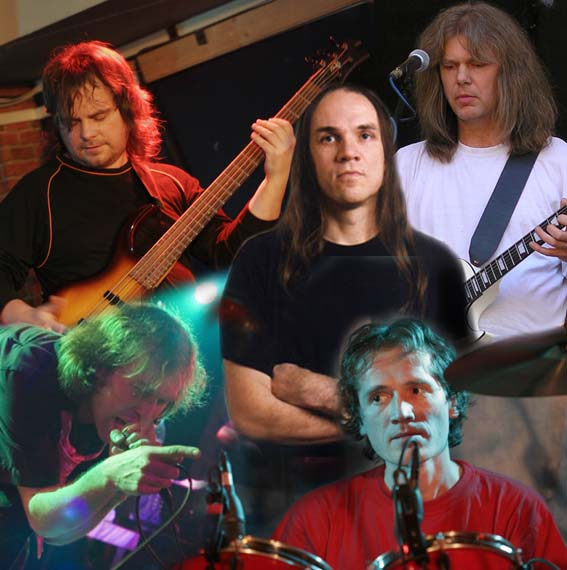
Šántí.

Šántí je rocková kapela z Prahy, založená v roce 1996. Zakládajícími členy jsou zpěvák a skladatel Martin Rous, Vladimír Adamský (basová kytara) a Tibor Adamský (bicí). Později se ke kapele připojil i bubeník a zpěvák Marcel Pindel, který se Šántí natočil první desku (Kouzelná ryba).
Od roku 2001 do roku 2003 doplňoval kapelu zpěvák a kytarista Petr Štika se kterým kapela natočila své druhé album (Ztratit se v trávě).

## Diskografie
- Kouzelná ryba (1998)
- Ztratit se v trávě (2005)

Tři písně z alba Kouzelná ryba vyšly také na sampleru Zebra (2000).